# Kindsmord in Emden 2012
Der Kindsmord in Emden 2012 ist ein Kriminalfall, der sich am 24. März 2012 in Emden ereignete. Dabei wurde ein elfjähriges Mädchen in einem Parkhaus in der Innenstadt getötet. Nachdem zunächst ein Unbeteiligter verhaftet worden war, kam es zu Lynchaufrufen und Zusammenrottungen. Die Polizei räumte mehrere Ermittlungsversäumnisse ein. Der Täter, ein 18-Jähriger, wurde am 31. März 2012 verhaftet. Er gestand das Verbrechen einen Tag später und wurde im November 2012 wegen Mordes verurteilt. Auch gegen die Rädelsführer des Lynchmobs wurde strafrechtlich vorgegangen.

## Verschwinden und Tod des Mädchens
Das elfjährige Mädchen Lena brach am 24. März 2012 gegen 17 Uhr gemeinsam mit einem gleichaltrigen Freund von zu Hause auf. Beide wollten Enten an den Emder Wallanlagen füttern. Am Parkhaus am Wasserturm verlor der Junge das Mädchen aus den Augen. Er kehrte daraufhin nach Hause zurück, und die Eltern des Mädchens wurden verständigt. Ihre Suchaktion führte sie zum Parkhaus, wo das Fahrrad des Mädchens abgestellt war. Ein Wachmann entdeckte gegen 19 Uhr im Parkhaus das vermisste Kind, woraufhin Polizei und Rettungsdienst verständigt wurden. Reanimationsversuche blieben aber erfolglos und im Krankenhaus wurde der Tod der Elfjährigen festgestellt.

## Ermittlungen
Staatsanwaltschaft und Polizei bestätigten, dass das Mädchen getötet worden sei. Eine erste Pressemeldung über das Verbrechen gab es am Nachmittag des 25. März. Spuren in dem Parkhaus und das Ergebnis der Obduktion wiesen auf ein Gewaltverbrechen hin, gab die Polizei an. Die Polizei richtete mit 40 Beamten die Sonderkommission „Parkhaus“ ein. Etwa zwei Dutzend Beamte durchsuchten alle drei Etagen des Parkhauses nach Spuren und einer möglichen Tatwaffe. Die Ermittler werteten zudem die Überwachungskameras aus. Die Polizei bestätigte auf einer Pressekonferenz, dass die Tat einen „sexuellen Hintergrund“ habe, und fahndete ab diesem Zeitpunkt nach einem dunkel gekleideten jungen Mann.
Am Abend des 26. März versammelten sich am Hauptbahnhof in Emden rund 1.500 Menschen zu einer Gedenkveranstaltung und gingen gemeinsam zum Parkhaus am Wasserturm.
Die Polizei veröffentlichte am 25. März Ausschnitte von Videoaufnahmen aus dem Parkhaus. Die Stadt Emden setzte für Hinweise zur Ergreifung des Täters eine Belohnung in Höhe von 10.000 Euro aus. Am 27. März wurde ein 17-jähriger Mann festgenommen, gegen den am 28. März Haftbefehl wegen Mordverdachts erlassen wurde.
Die Polizei ließ diesen Verdächtigen am 30. März wieder frei, nachdem er als Täter ausgeschlossen werden konnte. DNA-Spuren vom Tatort im Parkhaus brachten die Ermittler auf eine andere Spur. Am 31. März nahmen sie einen 18-Jährigen vorläufig fest. Eine Speichelprobe wurde genommen und zur Untersuchung ins Landeskriminalamt Niedersachsen nach Hannover geschickt. 
Am Morgen des 1. Aprils wurde Haftbefehl gegen den Tatverdächtigen erlassen. In einer Pressekonferenz am Nachmittag teilten die Ermittler mit, dass der 18-Jährige die Tötung des elfjährigen Mädchens gestanden habe. Der DNA-Abgleich habe den dringenden Tatverdacht erhärtet. Zudem ergaben die DNA-Spuren den dringenden Verdacht, dass er auch den sexuellen Übergriff auf eine Joggerin im November 2011 in der Nähe desselben Parkhauses verübt hatte.
Am 4. April 2012 räumte Niedersachsens Innenminister Uwe Schünemann schwere Fehler bei der polizeilichen Aufklärung des Falls ein. Der Täter hatte sich bereits im November 2011 bei der Polizei Emden in Begleitung eines Psychologen wegen des Besitzes von kinderpornografischem Material selbst angezeigt.  Im Vorfeld war er zwei Monate in einer Psychiatrie behandelt worden, nachdem er zugegeben hatte, ein siebenjähriges Mädchen nackt fotografiert zu haben. Laut Schünemann seien „erkennungsdienstliche Maßnahmen“ wie das Nehmen von Fingerabdrücken und einer Speichelprobe ausgeblieben. Ebenfalls wurde eine richterlich angeordnete Hausdurchsuchung versäumt. Die Staatsanwaltschaft Aurich führte strafrechtliche Ermittlungen gegen zwei Beamte der Polizeiinspektion Aurich/Wittmund durch, die später wieder eingestellt wurden. Gegen mehrere Polizisten sind Disziplinarverfahren eingeleitet worden.

## Aufrufe zur Lynchjustiz und Solidaritätsbekundungen
Die Festnahme des zunächst tatverdächtigen 17-Jährigen blieb im betreffenden Emder Stadtteil nicht unbeobachtet. Über Facebook wurden Meldungen über dessen Festnahme verbreitet. Am Abend des 26. März veröffentlichte ein 18-jähriger Ostfriese einen Aufruf, sich vor dem Emder Polizeikommissariat zu versammeln. Etwa 45 bis 50 zumeist junge Menschen folgten diesem Aufruf. Vor der Wache skandierten sie Parolen, die man nach Angaben der Polizei nur als Aufruf zur Lynchjustiz an dem Festgenommenen verstehen konnte. Der Mob löste sich in den Nachtstunden auf. Der 18-Jährige wurde wegen seines Aufrufs angeklagt und 2012 vom Amtsgericht Emden zu einer zweiwöchigen Arreststrafe und einer Verwarnung nach Jugendstrafrecht verurteilt.
Nachdem sich die Unschuld des zunächst Tatverdächtigen herausgestellt hatte, organisierten vier Emderinnen eine spontane Kundgebung am Hauptbahnhof, an der 200 Personen teilnahmen. Mit der Demonstration sollte Solidarität mit dem 17-Jährigen bekundet werden, der zu jenem Zeitpunkt die Stadt verlassen hatte, sowie mit dessen Familie. An der Kundgebung nahm auch ein 15-Jähriger teil, der zugab, sich an falschen Verdächtigungen via Internet beteiligt zu haben. Ebenfalls über Facebook riefen zwei Emderinnen zur Solidarität mit dem zu Unrecht Verdächtigten auf. Den entsprechenden Eintrag unterstützten in kurzer Zeit mehr als 7300 Nutzer.
In der Facebook-Gruppe „Kondolenzbuch für den kleinen Emder Engel“ waren zeitweise einige „fragwürdige Parolen“ verbreitet worden; sie wurden bald von einem Administrator gelöscht.

## Verfahren gegen Polizisten
Die Staatsanwaltschaft Aurich teilte am 4. April 2012 mit, dass sie gegen zwei Beamte der dortigen Polizeiinspektion wegen des Anfangsverdachts der Strafvereitelung im Amt ermittle. Zudem gibt es Disziplinarverfahren gegen diese beiden und weitere Beamte.
Der 18-Jährige, der die Tat zugegeben hat, hatte sich im November bei der Emder Polizei wegen des Besitzes von kinderpornografischem Material selbst angezeigt. Kurz zuvor war er bereits aufgrund seiner pädophilen sexuellen Orientierung zwei Monate in einer Jugendpsychiatrie. Eine auf die Selbstanzeige hin angeordnete Hausdurchsuchung kam nie zustande. Die polizeiinternen Ermittler prüfen, warum der richterliche Durchsuchungsbeschluss vom 30. Dezember 2011 nicht umgesetzt wurde.
Niedersachsens Innenminister Uwe Schünemann (CDU) räumte schwere Fehler bei früheren Ermittlungen gegen den Mörder ein. Von dem 18-Jährigen hätten ein Fingerabdruck und eine Speichelprobe genommen werden müssen. Einen Tag nach der Selbstanzeige entkam eine Joggerin knapp einer Vergewaltigung in den Emder Wallanlagen. Die Polizei ordnete diese Tat nach der Aufklärung des Mordes an Lena mittels DNA-Untersuchung dem 18-Jährigen zu.
Zudem hatte der 18-Jährige bei seiner Selbstanzeige eingeräumt, bereits 2010 ein siebenjähriges Mädchen, eine Freundin seiner Schwester, ausgezogen und fotografiert zu haben. Die Tat geschah im Elternhaus des damals noch nicht Volljährigen. Seine Mutter hatte ihn dabei erwischt und das Jugendamt informiert; dieses schaltete aber nicht die Polizei ein.
Die Staatsanwaltschaft Aurich stellte die Ermittlungen gegen die zwei Beamten wegen fehlenden hinreichenden Tatverdachts im September 2012 ein. Zeitgleich wurden die disziplinarrechtlichen Untersuchungen gegen die zwei Beamten sowie sechs weitere Beamte wieder aufgenommen.

## Prozess und Verurteilung des Täters
Der Prozess gegen den 18-jährigen Täter, der den Mord gestanden hat, begann am 20. August 2012 vor der Jugendkammer des Landgerichts Aurich. Neben dem sexuellen Missbrauch und der Ermordung des Mädchens musste er sich auch der versuchten Vergewaltigung der Joggerin im November 2011 verantworten. Als Nebenkläger traten im Prozess die Mutter und der Bruder des Mädchens sowie die Joggerin auf. Das Verfahren fand unter Ausschluss der Öffentlichkeit statt.
Am 7. November 2012 wurde der Angeklagte des Mordes schuldig gesprochen. Aufgrund einer Persönlichkeitsstörung und eingeschränkter Schuldfähigkeit nach Jugendstrafrecht verurteilt, wurde die Unterbringung in einer psychiatrischen Klinik auf unbestimmte Zeit angeordnet. Vom Täter gehe weiterhin eine latente Gefahr aus, gleichzeitig sei er kaum therapiefähig. Außerdem wurde er zur Zahlung von Schadenersatz in Höhe von fast 85.000 Euro an die Hinterbliebenen des Opfers verurteilt. Im Zusammenhang mit dem Übergriff auf die Joggerin wurde der Angeklagte zusätzlich wegen gefährlicher Körperverletzung schuldig gesprochen.
Anfang November 2022 musste sich der nunmehr 29-Jährige vor dem Landgericht Oldenburg wegen sexueller Nötigung und Vergewaltigung verantworten. Die vorgeworfenen Taten geschahen laut Anklage im April und Juni 2020, Opfer waren dabei jeweils Mitpatientinnen des sich weiterhin im Maßregelvollzug befindlichen Angeklagten.